# Anomalospiza
Anomalospiza is een geslacht van zangvogels uit de familie van de Viduidae. De wetenschappelijke naam van het geslacht is voor het eerst geldig gepubliceerd in 1901 door Shelley.

## Soorten
De volgende soort is bij het geslacht ingedeeld:
- Anomalospiza imberbis – Koekoekswever